# Обердорф (Базель-Ланд)
Обердорф (нім. Oberdorf BL) — громада  в Швейцарії в кантоні Базель-Ланд, округ Вальденбург.

## Географія
Громада розташована на відстані близько 55 км на північний схід від Берна, 11 км на південь від Лісталя.
Обердорф має площу 6,2 км², з яких на 12,9% дозволяється будівництво (житлове та будівництво доріг), 42,8% використовуються в сільськогосподарських цілях, 43,9% зайнято лісами, 0,5% не є продуктивними (річки, льодовики або гори).

## Демографія
2019 року в громаді мешкало 2403 особи (+5,6% порівняно з 2010 роком), іноземців було 20%. Густота населення становила 387 осіб/км².
За віковим діапазоном населення розподілялося таким чином: 21% — особи молодші 20 років, 58,2% — особи у віці 20—64 років, 20,8% — особи у віці 65 років та старші. Було 997 помешкань (у середньому 2,4 особи в помешканні).
Із загальної кількості 865 працюючих 26 було зайнятих в первинному секторі, 247 — в обробній промисловості, 592 — в галузі послуг.